# Super Mario Bros. Crossover
Super Mario Bros. Crossover is een cross-over-platformcomputerspel dat gebaseerd is op Flash en gepubliceerd op Newgrounds op 27 april 2010 door Exploding Rabbit. Het is voor het grootste deel gebaseerd op de gameplay van Nintendo's Super Mario Bros. voor de NES. Het enige grote verschil is de mogelijkheid om personages uit andere Nintendo Entertainment System-spellen die geen verband houden met de Mario-serie te besturen. De nieuwste verkrijgbare versie (2.0) werd uitgebracht op 9 februari 2012.

## Personages
Net als in Super Mario Bros. 2 kan de speler aan het begin van elk level een personage kiezen. Ieder personage heeft zijn eigen bewegingen die overeenkomen met die in de originele spellen. 
De personages zijn:
- Mario en Luigi uit Super Mario Bros.
- Bill Rizer uit Contra
- Link uit The Legend of Zelda
- Mega Man en Bass uit de Mega Man-serie
- Ryu Hayabusa uit de Ninja Gaiden-serie
- Samus Aran uit de Metroid-serie
- SOPHIA III uit Blaster Master
- Simon Belmont uit Castlevania